# Qi Baishi
Pour les articles homonymes, voir QI (homonymie).
Qi Baishi (齐白石 - 齊白石; pinyin: Qí Báishí) ou Qi Huang, né le 1er janvier 1864 à Xiangtan (pinyin: Xiāngtán), province du Hunan, en Chine et mort le 16 septembre 1957 à Pékin, est un artiste peintre chinois. À la différence de la majorité des peintres célèbres dans la Chine impériale, ce n'est pas un lettré de formation. Autodidacte, aimant profondément le coin de terre où il était né, il sut apporter une vigueur nouvelle à la peinture-lettrée traditionnelle comme s'il avait su lui insuffler la fraîcheur et la spontanéité de sa jeunesse campagnarde.

## Biographie
Qi Baishi naît en 1864 dans une famille paysanne modeste du sud du district de Xiāngtán (湘潭) dans la province du Hunan au centre de la Chine. Il ne peut aller à l'école communale qu'à l'âge de huit ans et doit interrompre ses études à peine un an plus tard en raison de sa mauvaise santé. Sa fragilité l'empêchant de travailler dans les champs, il apprend le métier de charpentier. Son penchant artistique le fait se spécialiser dans la gravure sur bois.
Comme c'est l'habitude à l'époque, ses parents achètent une « petite belle-fille » (童養媳, tóngyǎngxí) de 12 ans à une famille pauvre en tant que bonne à tout faire, puis pour la marier avec leur fils âgé à ce moment de 11 ans. Leur premier enfant vient 7 ans plus tard.
À vingt ans, son intérêt pour la peinture est éveillé par un manuel, le Précis de peinture du Jardin du grain de moutarde, dont il fait une copie très soigneuse. Il peut ensuite se former à la peinture et à la calligraphie auprès d'artistes locaux : Un peintre-lettré, Hu Qinyuan (胡沁园) lui apprend la calligraphie, et un portraitiste, Xiao Zhuanxin, lui enseigne la technique des portraits. À l'âge de 27 ans, ses qualités de dessinateur, lui permettent de faire vivre sa famille en s'établissant comme portraitiste. Il se forme aussi à la poésie classique et à la gravure de sceaux.
Mais Qi Baishi a toujours la volonté de progresser dans son art et pour profiter des immenses possibilités du vaste empire chinois, il entreprend dans les années 1902-1909 une série de voyages à travers le pays. Pour étudier les maîtres de la calligraphie, il visite la Forêt de stèles à Xi'an, ou les stèles des Wei du Nord à Pékin, et pour s'imprégner des paysages célèbres du Sud (Míngshān dàchuān 名山大川, montagnes célèbres et grands fleuves), il voyage à Guilin. Il visite aussi Canton, le Viêt Nam, Shanghai, Suzhou et Nankin.
Lors de ses périples, ses rencontres avec les artistes et les œuvres l'amènent à adopter de nouveaux modèles, comme Zhu Da, dit aussi  Bada Shanren (1626-1705), Jin Nong (1687-1764), ou Xu Wei (1521-1593) pour la peinture et Zhao Zhiqian (1829-1884) pour la gravure sur sceau. Ces influences marquent l'évolution de son style vers plus de simplicité.

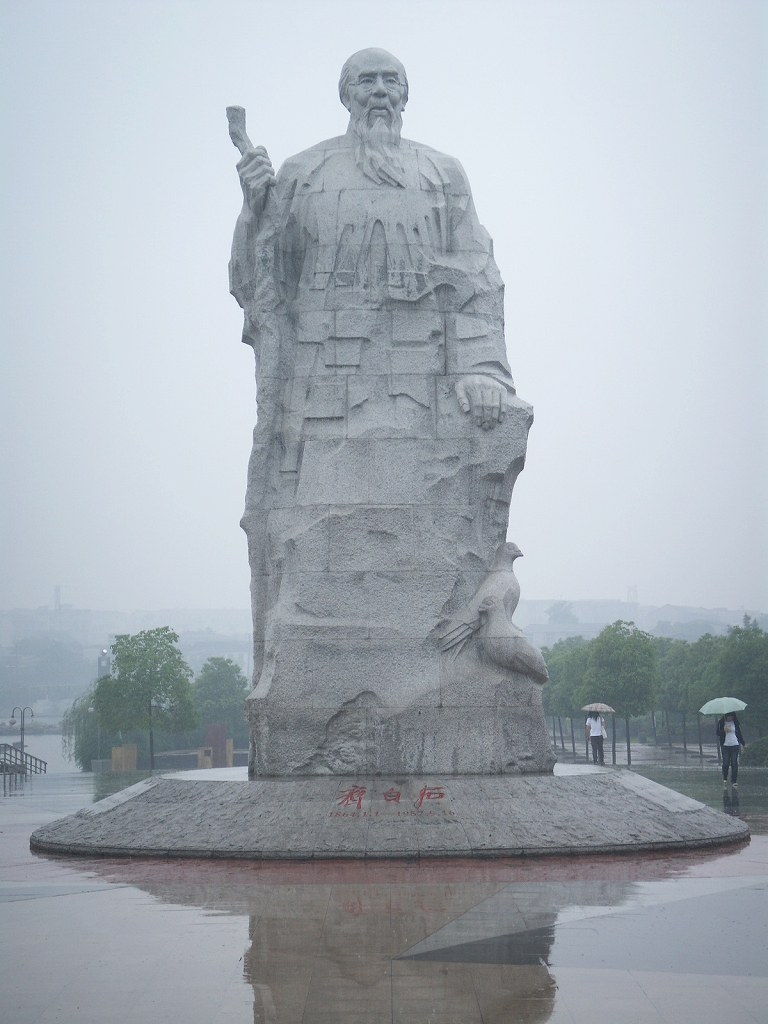
Monument à Qí Báishí, dans le jardin Qí Báishí à Xiāngtán, province du Hunan

À son retour dans son pays natal, il achète une ancienne et grande demeure qu'il rénove. Il plante de nombreux arbres autour de sa maison et élève des poissons, oiseaux et une foule d'autres petites bestioles qui fournissent les sujets pleins de vie de ses peintures. Il adore observer abeilles, mantes, libellules, grillons et cigales puis avec le pinceau les mettre en scène sous une feuille ou sur une branche.
À cette époque l'Empire chinois s'écroule dans de violents soubresauts liées à différentes invasions et la République est proclamée en 1912. Une période d'instabilité s'ensuit où les « Seigneurs de la guerre » s'affrontent entre 1916 et 1928 pour dominer le Nord de la Chine.
Pour fuir les violences, il décide de s'installer à Pékin en 1917.
Dans la capitale, il rencontre Chen Shizeng (陈师曾), un éminent peintre issu d'une grande famille de lettrés, qui l'encourage à poursuivre sa recherche de la simplicité et de l'expressivité à la manière de Bada Shanren, Jin Nong et Wu Changshuo. C'est lui surtout qui joue un rôle décisif pour faire reconnaître son talent. Chen Shizeng, qui a longtemps étudié au Japon, présente ses œuvres à une exposition à Tokyo. Toutes ses peintures sont vendues et deux sont sélectionnées pour être exposées à Paris. Le regard un peu distant des esthètes chinois change alors radicalement.
À 55 ans, Qi Baishi trouve un style personnel fait de grâce et de simplicité qui lui ouvre les portes du succès. Encouragé par Chen, il crée le style « fleurs rouges et feuillage d'encre » (红花墨叶, hónghuā mòyè) qui consiste à employer des couleurs vives en contraste avec les noirs et gris du lavis.
Conformément aux mœurs de l'époque, lui qui s'était marié à l'âge de 11 ans prend une nouvelle concubine, Hu Baoshang, « Précieuse perle », âgée de 18 ans. Il a d'elle quatre garçons de plus et plusieurs filles. A la naissance de son dernier-né, il a 78 ans.
En 1927, à l'âge de 63 ans, il commence à enseigner la peinture traditionnelle à l'Académie des Beaux Arts de Pékin.
Sa créativité artistique ne tarit pas avec l'âge puisque c'est entre 80 et 90 ans, qu'il produit ses œuvres les plus achevées. La maîtrise technique de son art lui permet de donner des peintures pleines de fraîcheur et de vigueur jusqu'au terme de sa vie.
En 1946, deux expositions entièrement dédiées à ses œuvres se tiennent à Shanghai et Nankin. Il rencontre Chiang Kai-shek.
Qi Baishi, le dernier grand peintre-lettré traditionnel avec Wu Changshuo, n'est cependant pas inquiété avec l'arrivée des communistes au pouvoir. Son origine modeste joue bien sûr en sa faveur mais aussi ses peintures de fleurs et d'oiseaux sont interprétées comme des descriptions de la vie quotidienne des gens du peuple. En 1953, il est élu à la présidence de l'Association des artistes chinois et député à l'Assemblée nationale populaire. En 1956 il obtient le prix international de la Paix octroyé par The World Peace Council.
Qi Baishi s'éteint à 93 ans, le 16 septembre 1957, à Pékin.

## Œuvre

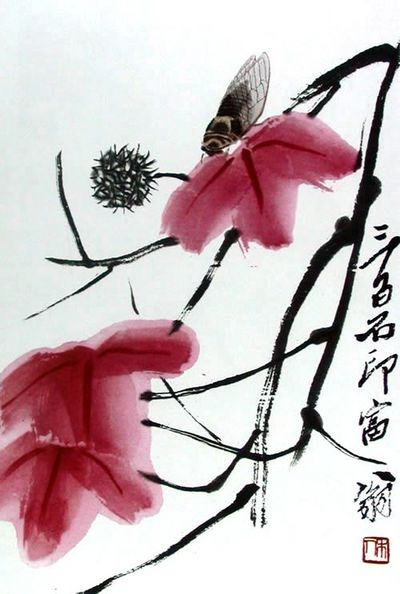

À la différence de beaucoup d'artistes de son temps qui cherchèrent à s'inspirer de la peinture européenne ou japonaise, Qi Baishi puise son inspiration dans la plus pure tradition chinoise.
Ses œuvres conservent les traits de la peinture traditionnelle des lettrés en ce qu'elles combinent la poésie, la calligraphie, la peinture et l'art du sceau. Mais elles s'en écartent sur le plan thématique et en matière de moyens d'expression. Les sujets préférés de Qí Báishí sont les scènes de la vie rurale, les outils aratoires, les légumes, les oiseaux et les insectes.
Il rompt avec la tradition de marquer la modestie par des bambous ou la délicatesse par des orchidées. Il ne cherche jamais à représenter une réalité insaisissable, avec l'attitude hautaine des peintres-lettrés affichant un détachement des contingences.
L'originalité de Qí Báishí se trouve dans l'énergie de son pinceau et dans son audace à rehausser ses encres de touches de couleurs parfois très vives. Il excelle dans l'évocation du monde simple de la campagne et saisit avec une étonnante vivacité la vie grouillante des mares avec leurs grenouilles, libellules, poissons et autres crevettes. Il sait mettre en scène parfois avec une touche d'humour la vie de ces petites bestioles. Son style vigoureux le rapproche de Bada Shanren mais sans le côté amer et satirique de ce dernier.
Il fait preuve d'une audace remarquable en créant le style « fleurs rouges et feuillage d'encre » (红花墨叶, hónghuā mòyè) qui consiste à employer des couleurs vives en contraste avec les noirs et gris du lavis. L'effet est comparable à celui du fauvisme en Europe, vigoureux et décoratif. La peinture chinoise lui doit certainement cette prise de conscience du rôle des couleurs.
Qi Baishi sait aussi marier les dessins à l'encre précis et des taches de couleurs aux contours indécis. Par exemple, un dessin minutieux  d'insecte accompagné de fleurs de style « Sans os » (没骨画， mògǔ huà), fait de couleurs vives ou d'encre éclaboussée.
Qi Baishi ne naît pas dans une famille aisée. Jeune, il ne peut recevoir la formation de lettré mais par une force et une ténacité hors du commun il parvient au cours d'une longue vie à acquérir toutes les compétences d'un peintre-lettré et même à mener à un point d'excellence une technique traditionnelle passablement figée.
La production de Qi Baishi est très abondante. Il ne s'arrête jamais de peindre sauf, nous dit-il, quand il est gravement malade et à la mort de sa mère. On estime à environ 10 000 peintures sa production entre 1930 et 1950.
Lui-même décrit son évolution en ces termes « J'ai appris la peinture aux doigts dans ma jeunesse, j'ai fait des paysages à partir de trente ans et je me suis spécialisé dans les fleurs, les insectes et les oiseaux sur la quarantaine ».
Il est par ailleurs un expert du zhuanke, la gravure de sceau.